# José Miguel Palacio

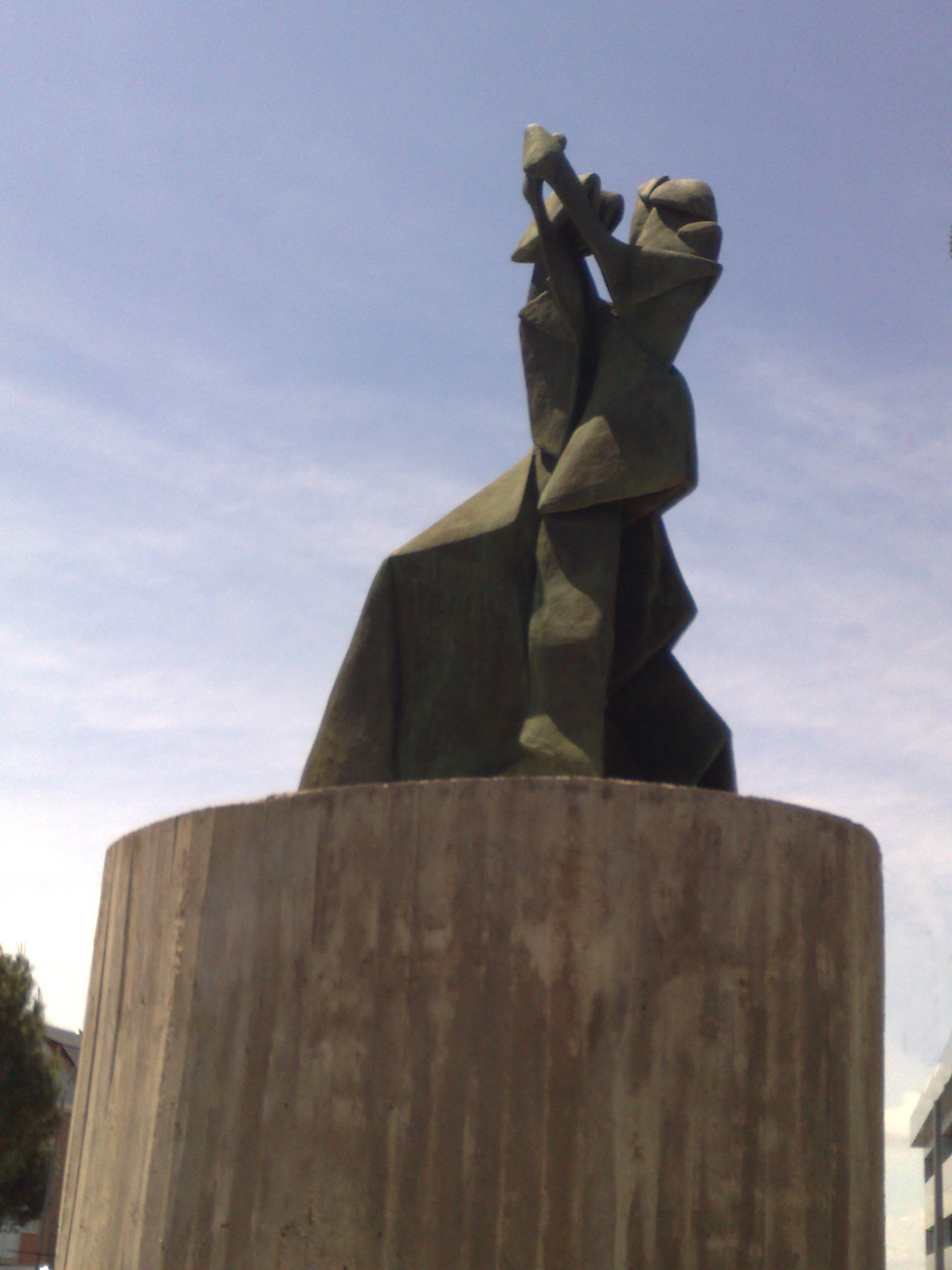
Monumento escultórico La Verbena. Torrelodones.

José Miguel Palacio, nacido en Zaragoza en 1950, es un pintor y escultor español, artista plástico hiperrealista, desarrolla su actividad en el campo de la pintura, fotografía y escultura. Autor también de numerosos monumentos en espacios públicos e instituciones.
Su obra está presente en destacadas colecciones y museos tanto de España como del extranjero: Biblioteca Nacional, Ayuntamiento de Sevilla, Museo del Ferrocarril, Ayuntamiento de Baunatal en Alemania, Museo Nacional de Belgrado, Colección de Arte Reale, Colección Fundación Vodafone, Colección Realia, Colección Casino de Madrid, entre otras. 
Desde 2003 su trabajo se vincula al hiperrealismo donde forma parte del grupo más destacado de pintores españoles dedicados a este género.
En su pintura domina los paisajes urbanos, los trenes, aviones y coches. Muestra un gran dominio de la perspectiva, persigue la actualidad y sobre todo el movimiento que se percibe en las estaciones de trenes y aeropuertos, en el fragor del tráfico de automóviles o en el trepar de los rascacielos.
Realizó su primera exposición individual en 1979, y a principios de los años 90 se traslada a vivir definitivamente a Madrid, donde desarrolla su carrera profesional principalmente en la pintura. En distintos momentos ha cultivado también otras formas de expresión como el grabado, la fotografía, la escultura múltiple y monumental, como las instaladas en San Sebastián de los Reyes o Torrelodones.
En el proceso de elaboración de su obra José Miguel Palacio realiza miles de fotografías previas para cada una de sus obras, teniendo en cuenta todos los detalles de los paisajes urbanos que luego refleja en los lienzos los comercios, transportes, figuras humanas que cruzan nuestro territorio y la arquitectura que en numerosas ocasiones pasa desapercibida.
Ha realizado exposiciones individuales en diferentes espacios como el Centro de Arte de Alcobendas y Casa de Vacas (Madrid), la Galería El Quatre Barcelona y la Galería Ansorena (Madrid), entre otras. Y ha participado en varias exposiciones colectivas en el Museo de Artes Decorativas y el Museo del Ferrocarril entre otros espacios. También ha recibido diferentes premios como el Nacional de Pintura de la Diputación de Teruel y su obra forma parte de las colecciones de museos e instituciones como el Museo del Grabado Español Contemporáneo (Marbella), National Museum de Belgrado o la Colección de Grabado Contemporáneo de la Biblioteca Nacional (Madrid).
Entre sus obras, cabe destacar en pintura entre otras "La estación Príncipe Pío", "Emigrantes en quiosco de la Puerta del Sol", "La Pescadería en la calle Santa Isabel", "Mujer en Cajero Automático de Ortega y Gasset", y "Torres Picasso y Torre Europa desde Concha Espina con Serrano". En escultura, el monumento escultórico "La verbena", 2004, Torrelodones.

## Biografía
- 1950: Nace en Zaragoza.
- 1967-1970: Realiza estudios en la Escuela de Artes y Oficios de Zaragoza.

A partir de 1979 comienza a exponer sus obras y a ser conocido en el mundo del arte. Tiene su casa estudio en Torrelodones.

## Exposiciones individuales
- 1979: Sala Altisent’s de Lérida. Palacio Nacional de Exposiciones y Congresos de Jaca.
- 1993: Casa de Cultura de Torrelodones. Galería al-Ándalus de Sevilla. Galería Santa Engracia de Madrid.
- 1995: Sala de Exposiciones de Caja Castilla-La Mancha de Cuenca
- 1997: Sala de Exposiciones de Arte Reale de Madrid.
- 2007: “Madrid Urbano”.[5] Centro de Arte Casa de Vacas, Parque del Retiro de Madrid.[6] Su trabajo generó también la edición de un libro con el mismo título, "Madrid Urbano", en el que se muestra en imágenes la concepción y ejecución del proyecto, con aportaciones de Fernando Castro del Flórez, profesor de Estética de la Autónoma, así como de Alfonso Esteban, catedrático de Sociología, y de otras importantes personalidades del mundo de las artes.[7]

- 2008: De Madrid, Encierros, Trenes, Aviones y Nubes” Universidad Popular José Hierro, Sala Martín Chirino, San Sebastián de los Reyes, Madrid.[8]

2016 José Miguel Palacio 2003-2016 Centro de Arte de Alcobendas
2013 "Urban mirrors" Galería El Quatre Barcelona, Barcelona
2013 "Hiperrealismo urbano" Galería Ansorena, Madrid
2012 "Huellas Urbanas" (Conmemoración 25 aniversario de la Casa de Cultura), Casa de
Cultura, Torrelodones
2009 "Más allá de la realidad urbana", CEART, Centro de Arte Tomás y Valiente, Fuenlabrada

## Exposiciones colectivas
- 1994: III Bienal Internacional de Obra Gráfica Art Gallery Sunce de Leskovac, Yugoslavia.
- 1994: Placeres Ocultos en Galería Novart de Madrid.
- 1994: Autores Contemporáneos, Sala Winkler de Torrelodones.
- 1995: Centro Cultural El Torito de Madrid.
- 1996: Pequeño Formato de Obra Gráfica National Museum de Belgrado.
- 1996: Galería Marc Sabata de Barcelona.
- 1997: Museo de Artes Decorativas de Madrid.
- 1997: Palacio de la Corrala de Santiago de Granada.
- 1997: Arte Santander 97.
- 1997: Sala de Exposiciones Barquillo de Madrid.
- 1998: Exposición itinerante en la La Paz y Sucre (Bolivia).
- 1998: Exposición de Esculturas Luz y Volumen Centro Cultural Buenavista de Madrid.
- 2000: Parque Botánico José Celestino Mutis, de Huelva.
- 2003: Arte Taurino Galería Van Dick de Madrid.
- 2004: El paso del tren, El Tren en el Arte, Museo de la Pasión, Valladolid.
- 2008: Museo del Ferrocarril, “El ferrocarril en el arte”, Madrid.[9]
- 2008: IV Exposición de Donaciones de obra gráfica a la Biblioteca Nacional 1998-2002
- 2009: "Un espacio para los cinco sentidos". Feria de Arte Contemporáneo "Arte Hotel" Madrid 2009.[10]

## Pintura
Su obra pictórica es muy amplia, entre ellas destacan las siguientes:
- 2003: Estación Príncipe Pío, andén 1.
- 2003: Estación Príncipe Pío, andén metro.
- 2004: Mujer en cajero automático de calle Ortega y Gasset.
- 2004: Emigrantes en quiosco de la Puerta del Sol.
- 2005: Torre Picasso y torre Europa desde Concha Espina con Serrano.
- 2005: De Madrid al cielo, torre en Fco. Silvela con María de Molina.
- 2005: De Madrid al cielo, Centro de Arte museo Reina Sofía.
- 2005: De Madrid al cielo, edificio Windsord.
- 2005: De Madrid al cielo, Banco de España.
- 2005: De Madrid al cielo, puerta de Alcalá.
- 2005: De Madrid al cielo, Círculo de Bellas Artes.
- 2005: De Madrid al cielo, boca de metro de Chueca.
- 2005: De Madrid al cielo, caballo de Carlos III.
- 2005: De Madrid al cielo, Carolo III.
- 2005: De Madrid al cielo, tío Pepe.
- 2005: Guitarrista en quiosco del parque del Retiro.
- 2005: Mujer leyendo la prensa en cafetería Milford.
- 2006: Plaza de Callao desde edificio Telefónica.
- 2006: Paseo de la Castellana 110, desde boca de metro de Nuevos Ministerios.
- 2006: Puerta de Europa desde estación de Chamartín.
- 2006: De Madrid al cielo, edificio mutua madrileña, Paseo de la Castellana.
- 2006: De Madrid al cielo, edificio BBVA en zona Azca.
- 2006: Aeropuerto de Barajas, vista de la pista desde edificio T4-F.
- 2006: Aeropuerto de Barajas, en el interior de la T4.
- 2007: Torre Espacio, torre Cristal y torre Sacyr Vallehermoso, en construcción desde barrio de Begoña.
- 2007: Montal alimentación de Zaragoza.
- 2007: Ave en estación puerta de Atocha.
- 2007: Atardecer en el Puerto Deportivo de Gijón.
- 2008: Salida de Avant de estación Puerta de Atocha.
- 2008: La reina de las tintas , Zaragoza.
- 2008: La esquina del Bernabeu.
- 2008: Altaria entrando en estación puerta de Atocha.
- 2009: La exposición de Porsche.
- 2009: La Pescadería en la calle Santa Isabel.

## Monumentos en espacios públicos
En cuanto a su obra escultórica, destaca su colección de escultura papirofléxica, Linfante Liberty y los siguientes monumentos:
- 2001: Monumento Escultórico Conmemorativo del Hermanamiento entre San Sebastián de los Reyes y Baunatal, en San Sebastián de los Reyes.
- 2004: Escultura Monumental “La Verbena” en Torrelodones.[13]

## Fotografía
José Miguel Palacio ha mirado y admirado Madrid desde el visor de una cámara fotográfica, realizando miles de fotografías que de vez en cuando expone, plasmando en ellas todo aquello que llama su atención sobre Arquitectura, Comunicación, Transportes, Ocio, Sociología, Arte, Desarrollo Económico Comercial o sobre el Mundo del Diseño y la Moda.

## Obras en museos y otras instituciones
- Excmo. Ayuntamiento de Torrelodones.
- Fundación Concha Márquez de Madrid.
- Excmo. Ayuntamiento de Sevilla.
- Caja de Ahorros de Castilla-La Mancha.
- National Museum de Belgrado
- Colección Grabado Contemporáneo de la Biblioteca Nacional.
- Colección Arte Reale, Madrid.
- Colección Fundación Vodafone.
- Colección Fundación SB.
- Colección Casino de Madrid.
- Excmo. Ayuntamiento de San Sebastián de los Reyes.
- Ayuntamiento de Baunatal, Alemania.
- Museo del Grabado Español Contemporáneo, Marbella.
- Colección Realia, Madrid.
- Museo del Ferrocarril, Madrid.[15]

Para grandes entidades ha realizado las siguientes obras:
- 1998: Edición de carpeta de Grabado “Generación del 98” para II Semana de Medicina y Arte, Fundación SB.
- 1999: Creación de escultura para Premio Internacional de Periodismo Fundación Airtel.
- 2000: Creación de escultura para Premio Taurino Casino de Madrid.
- 2001: Creación de escultura “Génesis Biológica” para Laboratorios Novartis.
- 2002: Creación de escultura Sinfonía de la Razón para Laboratorios Pficer.
- 2003: Edición de Grabado para XXV aniversario de la Medicina Rural Española.
- 2008: Portada libro de Renfe.[16]

## Premios
- 1979: X Premio San Jorge de la Diputación General de Aragón.
- 1980: Nacional de Pintura Diputación de Teruel.
- 1994: Salón de Arte de Puertollano.
- 1995: Certamen Andaluz de Bellas Artes Sevilla.
- 1996: Premio de Grabado Fundación Sevillana de Electricidad.
- 1997: Premio de Grabado Carmen Arozamena, Madrid.
- 1997: XVIII Premio Penagos de Dibujo.